# Национално знаме на Швейцария
Националното знаме на Швейцария е държавен символ на страната.
Представлява бял кръст на червен фон. Белият кръст и червеният фон имат религиозен произход и символизират кръста, на който Исус е бил разпънат и кръвта му, пролята на кръста.
Всяко рамо на кръста трябва да има еднакъв размер, като съотношението ширина/дължина трябва да бъде 6/7.
Движението на Червения кръст е създадено в Швейцария и за негов символ е избрано швейцарското знаме, като цветовете са разменени – червен кръст на бял фон.